# Osella FA1D
La Osella FA1D è una vettura da Formula 1 realizzata della Osella Corse per la prima parte della stagione 1983.

## Tecnica
La vettura venne ottenuta "ricostruendo" e modificando la FA1/C del 1982. Come le precedenti, impiegava un Ford Cosworth DFV che erogava la potenza di 500 CV ed era gestito da un cambio manuale Hewland a sei rapporti. Il telaio era monoscocca di Honeycomb di Alluminio . Le sospensioni erano a bilanciere. 
Le vetture erano profondamente modificate, con una diversa struttura anteriore, per ovviare ai problemi strutturali dell'anno precedente, nuovi attacchi e triangoli delle sospensioni e nuova aerodinamica per aderire al nuovo regolamento tecnico che imponeva il fondo della vettura piatto tra le ruote anteriori e posteriori.

## Carriera agonistica
La vettura esordì in Brasile con Corrado Fabi e Piercarlo Ghinzani. 
Non ottenne particolari risultati e non terminò mai un gran Premio.
Fu sostituita dalla FA1/E a motore Alfa Romeo V12 da metà stagione.

## Esemplari costruiti
Furono risultano costruiti 2 esemplari 
- Telaio 001 : Vettura di Corrado Fabi era stata ottenuto modificando FA1/C, telaio 004 del 1982.
- Telaio 002 : Vettura con cui Ghinzani tentò la qualificazione nei primi gran premi, poi usata come vettura di scorta sino al Gran premio del Canada.

## Risultati sportivi
| Anno | Team                 | Motore       | Gomme | Piloti           |  |  |  |  |  |  |  |  |  |  |  |     |    |     |     |    | Punti | Pos. |
| ---- | -------------------- | ------------ | ----- | ---------------- |  |  |  |  |  |  |  |  |  |  |  | --- | -- | --- | --- | -- | ----- | ---- |
| 1982 | Osella Squadra Corse | Cosworth DFV | P     | Jarier           |  |  |  |  |  |  |  |  |  |  |  | Rit | NQ | Rit | Rit | NP | 3     | 12º  |
| 1982 | Osella Squadra Corse | Cosworth DFV | P     | Riccardo Paletti |  |  |  |  |  |  |  |  |  |  |  |     |    |     |     |    | 3     | 12º  |

| Anno | Team                 | Motore       | Gomme | Piloti             |     |    |     |     |    |     |    |     |  |  |  |  |  |  |  | Punti | Pos. |
| ---- | -------------------- | ------------ | ----- | ------------------ | --- | -- | --- | --- | -- | --- | -- | --- |  |  |  |  |  |  |  | ----- | ---- |
| 1983 | Osella squadra Corse | Cosworth DFV | M     | Corrado Fabi       | Rit | NQ | Rit | Rit | NQ | Rit | NQ | Rit |  |  |  |  |  |  |  | 0     |      |
| 1983 | Osella squadra Corse | Cosworth DFV | M     | Piercarlo Ghinzani | NQ  | NQ | NQ  |     |    |     |    |     |  |  |  |  |  |  |  | 0     |      |

| Legenda | 1º posto     | 2º posto | 3º posto    | A punti         | Senza punti/Non class.  | Grassetto – Pole position Corsivo – Giro più veloce |
| Legenda | Squalificato | Ritirato | Non partito | Non qualificato | Solo prove/Terzo pilota | Grassetto – Pole position Corsivo – Giro più veloce |